# Volksstimme (Sissach)
Die Volksstimme ist eine Schweizer Regionalzeitung, die in Sissach für das obere Baselbiet herausgegeben wird. Sie hat eine WEMF-beglaubigte Auflage von 7'068 (Vj. 7'124) verkauften bzw. 7'087 (Vj. 7'151) verbreiteten Exemplaren und eine Reichweite von 7'190 (Vj. 7'190) Lesern (WEMF MACH Basic 2018-II). Die Zeitung erscheint wöchentlich am Dienstag, Donnerstag und Freitag und ist amtliches Publikationsorgan des Kantons Basel-Landschaft. Rund zweimal monatlich erscheint eine Grossauflage mit einer Auflage von 31'006 (Vj. 31'056) Exemplaren (inkl. verkaufte), sie ist gleichzeitig amtliches Publikationsorgan für Sissach und 23 weitere Gemeinden des oberen Baselbiets.

## Geschichte
Die Volksstimme wurde 1882 als Volksstimme von Baselland von einem Herausgeber-Komitee als Sprachrohr gegen das Projekt eines Bundessekretariats für die Primarschule (umgangssprachlich «Schulvogt» genannt) gegründet (das in der eidgenössischen Abstimmung vom 26. November 1882 wuchtig abgelehnt wurde). Die Zeitung erreichte eine Auflage von 1'000 Exemplaren. 1885 übernahm Jakob Schaub-Buser (1862–1950), Sohn des Komitee-Mitglieds Johann Jakob Schaub-Zeller, den Druck der Zeitung, 1900 auch die Verlagsrechte.
1904 erfolgte der Umzug in der gleichen Strasse (Hauptstrasse 33), 1921 wurden die ersten Linotype-Setzmaschinen eingesetzt. 1948 kaufte Schaub die angrenzende Liegenschaft Hauptstrasse 31 (Eckstein-Haus) und vergrösserte die Setzerei. 1932 erwarb der Sohn des Gründers, Hans Schaub-Horand, die Liegenschaft Bahnhofstrasse 33 (Häfelfinger-Haus). 1949 wurde die Einzelfirma in die J. Schaub-Buser AG umgewandelt, und Hans Schaub-Horand übernahm die Geschäftsleitung. Am 3. März 1950 starb Jakob Schaub-Buser. 1957 wurde eine Occasions-8-Seiten-Rotationsmaschine mit Baujahr 1924 für den Druck der inzwischen auf eine Auflage von rund 5'000 Exemplaren gestiegene Zeitung angeschafft.
1968 übergab Hans Schaub-Horand die Leitung des Betriebs an seine Söhne Hansjakob Schaub (verantwortlich für die Zeitung) und Peter Schaub (verantwortlich für Druckerei und Setzerei). Im gleichen Jahr wurden die erste lochbandgesteuerte Setzmaschine und eine Offsetmaschine im mittleren Format angeschafft. 1972 wurde der Erscheinungsrhythmus der Zeitung von zwei auf drei Mal wöchentlich umgestellt. 1978 erfolgte die Umstellung von Blei- auf Fotosatz.
1980 schaffte die Firma eine fabrikneue Rollenoffsetmaschine des Typs Solna Distributor an, die im ein Jahr zuvor erworbenen Haus Bahnhofstrasse 31 untergebracht wurde. Die Auflage der Volksstimme überschritt nun 7'000 Exemplare. 1988 wurde eine Rollenoffsetmaschine angeschafft, die die Kapazität im Zeitungsdruck von 16 auf 24 Seiten erhöhte. 1989 begann die Ablösung des Fotosatzes durch Desktop-Publishing.
1990 überstieg die beglaubigte Auflage der Volksstimme erstmals 8'000 Exemplare. 1995 wurde die Produktion auf Macintosh-Computer und QuarkXPress umgestellt, gleichzeitig erhielt die Volksstimme ein neues Layout. 2001 wurde die Firma in Schaub Medien AG umbenannt. Im Dezember 2008 wurde die Basler Zeitung Medien AG mit dem Druck der Zeitung beauftragt. 2010 wurde der Internet-Auftritt aufgeschaltet. Nach der Schliessung der Druckerei der Basler Zeitung Medien AG 2013 wurde der Druck der Zeitung der Druckerei der NZZ, NZZ Print in Schlieren, übergeben, nach der Schliessung auch dieser Druckerei der Tagblatt Print der CH Media in St. Gallen.

## Chefredaktoren
- 1885–1949 Jakob Schaub-Buser
- 1949–1968 Hans Schaub-Horand
- 1968–1994 Hansjakob Schaub
- 1994–2002 Robert Bösiger
- 2002–2006 Rolf Wirz
- 2006–2011 Christian Horisberger
- 2011–2018 Jürg Gohl[8]
- seit 2018 David Thommen[9]